# Altolamprologus calvus
Cá Calvus (Danh pháp khoa học: Altolamprologus calvus) là một loài cá trong họ Cichlidae thuộc chi Altolamprologus

## Đặc điểm

### Mô tả
Chúng có thân hình dẹp, tức là bề ngang rất hẹp so với chiều dài của cơ thể, với cái miệng dài và sâu. Chúng sở hữu một cơ thể dẹt, trán dài và dốc. Khi tấn công hoặc tự vệ, những màu sắc trên thân cá Ali Calvus sẽ hiện rõ hơn. Cần hạn chế các cuộc đụng độ của loài này với loài khác do bộ hàm của những con cá Ali Calvus rất dễ bị trẹo, những cái đâm từ gai vây lưng sẽ khiến đau buốt và khó chịu.
Hình dạng khác thường của chúng bắt nguồn từ môi trường sống của chúng trong tự nhiên, các bãi đá hoang tàn đổ nát do phải thường xuyên luồn lách giữa các khe nứt, thân hình chúng đòi hỏi phải thuôn gọn và dẹt để có thể chui qua các khe, vách nhỏ hẹp nhất để săn bắt các loài cá nhỏ và các loài thủy sinh nhỏ bé. Do đó, rất hiếm gặp chúng ở khu vực có nền cát, hoặc những khu có đá lớn được phủ bởi lớp trầm tích.
Có một số biến thể của loài cá Ali calvus này theo khu vực địa lý khác nhau. Các sọc trên cơ thể cá Ali Calvus từ 8 tới 12 sọc, với các chấm màu từ trắng tới xanh điểm xuyết dọc cơ thể. Màu sắc của chúng cũng chuyển biến từ màu nâu tối tới nâu đỏ, vàng hay cam đậm. Những biến thể khác nhau được đặt tên theo vùng mà chúng xuất hiện, màu sắc của chúng như: 
- Cá ali Calvus Muzi đầu vàng
- Cá Ali calvus Chaitika da cam
- Cá Ali Calvus Kasanga đầu vàng
- Cá Ali Calvus Mutondwe đầu vàng
- Cá Ali Calvus Nangu.
- Cá Ali Calvus Sumbu lùn: Chúng có ngoại hình khá giống với những con cá Ali Calvus khác nhưng có kích thước nhỏ hơn, kích thước trong điều kiện nuôi nhốt trong bể cá của chúng chỉ là 4,5 tới 5 cm với vây màu vàng và ngực màu cam.

### Tập tính
Chúng đòi hỏi một chế độ ăn hơi cầu kỳ và dễ bị nhiễm bệnh. Cá bắt từ môi trường tự nhiên thường có màu sắc tốt hơn so với cá nuôi, nhưng lại khó thích nghi hơn so với cá được nuôi đẻ. Cá Ali Calvus cần một bể cá tối thiểu 40 tới 50 gallon với một nền cát và nhiều đá để tạo hang hốc trú ẩn, loài ali Calvus này không đào hang hoặc cắn cây. Những con cá Alicalvus sống hòa bình với các loài cá khác trong bể cá. Chúng có thể nuôi trong một bể cá cộng đồng, với những cá thể có kích thước tương đương, hoặc không quá chênh lệch. Chỉ nên nuôi một đôi trong một bể cá có kích thước tương đối, vì chúng sống khá lãnh thổ với loài riêng.